# Tibor Tokody
Tibor Tokody (ur. 1 września 1980 w Budapeszcie) – węgierski piłkarz, grający na pozycji pomocnika.

## Kariera
Grał w juniorach Újpestu, w tym klubie rozpoczął również w 1998 roku profesjonalną karierę. Po półrocznym okresie wypożyczenia do Monori SE wrócił do Újpestu, w którym grał do końca 2003 roku; w sezonie 2001/2002 zdobył wraz z klubem Puchar Węgier. Następnie podjął się gry w niemieckich klubach: Rot-Weiß Oberhausen i Wuppertaler SV. W 2006 roku wrócił na Węgry, zostając zawodnikiem Győri ETO FC. W klubie tym występował do 2013 roku, a w sezonie 2012/2013 został mistrzem kraju. W latach 2014–2015 pełnił funkcję asystenta trenera w Újpescie, przez trzy ligowe mecze był także trenerem tymczasowym. W 2015 roku wrócił do gry na poziomie klubowym, kiedy to łączył obowiązki piłkarza, asystenta trenera oraz trenera drużyny U12 w Mosonmagyaróvári TE. W 2016 roku był zawodnikiem Somos SE.
Rozegrał dwa mecze w reprezentacji Węgier, strzelając jednego gola.

## Statystyki ligowe
| Sezon         | Klub                | Liga          | Mecze | Gole |
| ------------- | ------------------- | ------------- | ----- | ---- |
| 1998/1999     | Újpest FC           | NB I          | 1     | 0    |
| 1999/2000 (j) | Monori SE           | NB III        | ?     | ?    |
| 1999/2000 (w) | Újpest FC           | NB I          | 14    | 2    |
| 2000/2001     | Újpest FC           | NB I          | 29    | 4    |
| 2001/2002     | Újpest FC           | NB I          | 36    | 14   |
| 2002/2003     | Újpest FC           | NB I          | 31    | 8    |
| 2003/2004 (j) | Újpest FC           | NB I          | 10    | 0    |
| 2003/2004 (w) | Rot-Weiß Oberhausen | 2. Bundesliga | 14    | 3    |
| 2004/2005     | Rot-Weiß Oberhausen | 2. Bundesliga | 18    | 3    |
| 2005/2006     | Wuppertaler SV      | Regionalliga  | 22    | 2    |
| 2006/2007     | Győri ETO FC        | NB I          | 24    | 4    |
| 2007/2008     | Győri ETO FC        | NB I          | 23    | 4    |
| 2008/2009     | Győri ETO FC        | NB I          | 19    | 1    |
| 2009/2010     | Győri ETO FC        | NB I          | 25    | 1    |
| 2010/2011     | Győri ETO FC        | NB I          | 15    | 1    |
| 2011/2012     | Győri ETO FC        | NB I          | 14    | 0    |
| 2012/2013     | Győri ETO FC        | NB I          | 9     | 0    |
| 2015/2016 (j) | Mosonmagyaróvári TE | NB III        | 7     | 0    |
| 2015/2016 (w) | Somos SE            | NB III        | 1     | 0    |